# Guillaume Hugonet
Pour les articles homonymes, voir Hugonet.
Guillaume Hugonet, dont la date et le lieu de naissance sont inconnus, et mort le 3 avril 1477 à Gand, est chancelier de Bourgogne sous le duc Charles le Téméraire et sa fille Marie de Bourgogne. En tant que l'une des figures les plus puissantes de l'État bourguignon, il meurt condamné à mort par les autorités municipales néerlandaises de Gand.

## Biographie
Guillaume Hugonet est originaire de Mâcon en Bourgogne, où il était autrefois juge. En tant que chancelier du Duc de Bourgogne, il s'établit dans le comté de Flandre, qui était devenu la région centrale des états bourguignons. Il participe à la politique expansionniste et belliqueuse de Charles le Téméraire, qui souhaite unifier ses territoires disparates, et cherche à s'émanciper du pouvoir du roi de France. Il est pour son maître un serviteur fidèle et efficace partageant avec lui, la vision d'un pouvoir autoritaire. 
Charles le Téméraire perd la vie à Nancy le 5 janvier 1477, et son armée est anéantie. À cette nouvelle, les villes des Pays-Bas bourguignons se révoltent contre l'autorité bourguignonne. Le 11 février, les états généraux des Pays-Bas bourguignons obtiennent de la nouvelle duchesse Marie de Bourgogne le « Grand Privilège », qui rétablit les libertés urbaines.
À Gand, le souvenir de la bataille de Gavere est toujours vivante et l'atmosphère se retourne contre les Bourguignons et leurs partisans. En tant que nouvelle duchesse, Marie de Bourgogne assiste impuissante à l’exécution des anciens conseillers de son père, en particulier Guillaume Hugonet et Guy de Brimeu, reconnus coupable de trahison et décapités sur la Vrijdagmarkt à Gand le 3 avril.
Sous le prétexte de la lettre de Marie de Bourgogne remise à Louis XI, et que celui-ci révéla aux envoyés des états, Hugonet est arrêté et emprisonné. On ne connaît pas exactement les chefs d'accusation qui furent dirigés contre lui, le dossier ayant disparu : trahison, concussion, mauvais gouvernement ?
Il fut exécuté le 3 avril 1477. Ce jour-là, le chancelier condamné écrivit une touchante lettre d'adieu à sa femme, lui recommandant son âme et la priant de ne pas croire aux accusations infamantes portées contre lui. La lettre d'adieu de ce dernier à sa femme, Louise de Laye, est conservée.
Le couple avait deux fils, Charles Hugonet (mort en 1493) et Guillaume Hugonet (1472-1537) et quatre filles : Estiennete, Loyse, Ysabeau et Marguerite . Le veuve et ses enfants demeurèrent sous la protection de Marie de Bourgogne

## Armoiries
Blason: Vairé d'or et d'azur à la bande de gueules brochant sur le tout
Devise: Cede Fato

## Illustrations

Exécution de Guillaume Hugonet
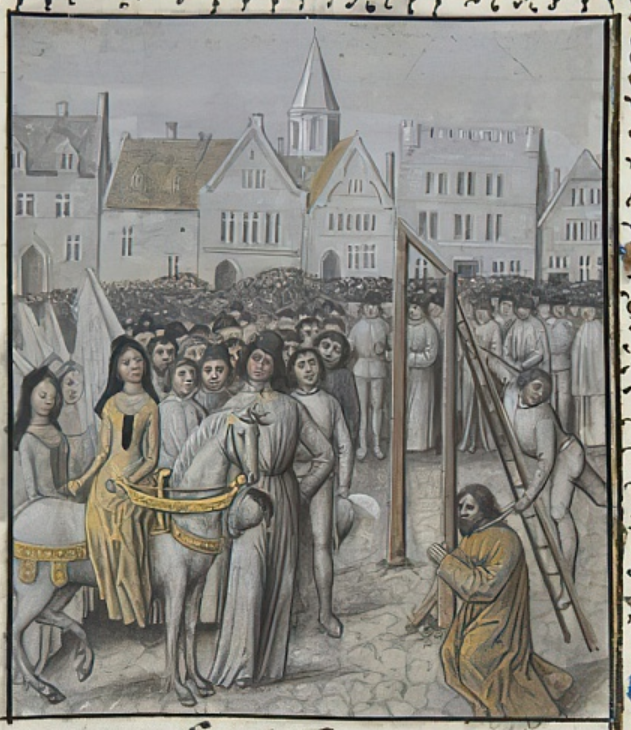
Miniature de 1477 par le Maître de Marie de Bourgogne, Ms 659 fol.78r, Holkham Hall
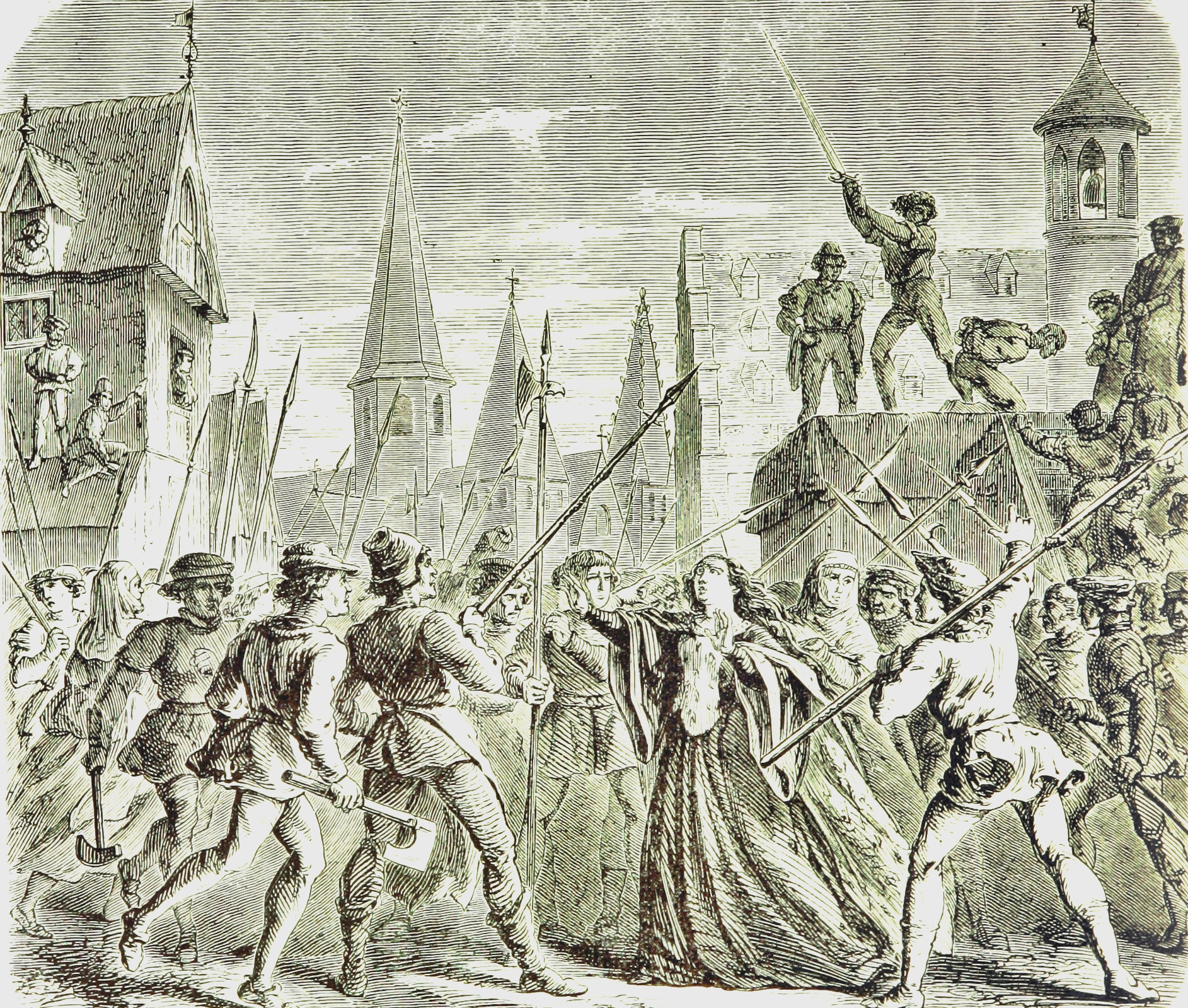
Exécution de G. Hugonet et de Guy de Brimeu, estampe de 1885[6].

## Télévision
Dans la mini-série Marie de Bourgogne le rôle de Guillaume Hugonet est interprété par André Penvern.